# کلاجان قاجار
کلاجان قاجار ، روستایی است از توابع بخش مرکزی شهرستان گرگان در استان گلستان ایران.

## جمعیت
این روستا در دهستان روشن آباد قرار داشته و براساس سرشماری سال ۱۳۹۰جمعیت آن۱۵۰۰ نفر ۱(۳۲۳ خانوار) بوده‌است. مردم کلاجان قاجار به زبان مازندرانی گویش می‌کنند. نورمحمد تربتی‌نژاد نماینده مردم گرگان در مجلس از این روستا می باشد.